# Montbéliard
Montbéliard (německy Mömpelgard) je francouzské město v departementu Doubs v regionu Burgundsko-Franche-Comté (do roku 2016 Franche-Comté). V roce 2012 zde žilo 26 084 obyvatel. Je centrem arrondissementu Montbéliard. Město se nacházející přibližně 13 km od hranic se Švýcarskem.  

## Historie

Znak hrabství

Roku 1042 vyčlenil římský císař Jindřich III. Montbéliard s okolím z burgundského hrabství a učinil z něj hrabství v rámci Burgundského království (součást Svaté říše římské). Prvním hrabětem byl Ludvík ze Scarpone. Po něm následoval jeho syn Dětřich I. a vnuk Dětřich II., který nezanechal mužské dědice a tak po jeho smrti hrabství připadlo jeho vnukovi Amadeovi z Montfauconu (syn jeho dcery Sofie). Jeho potomek Dětřich III. vyvolal následnický spor, když svou dědičkou určil pravnučku Guillemettu z Neuchâtelu, dceru neuchâtelského hraběte Amadea, zatímco si následnictví nárokoval i vnuk Dětřicha III. Theobald z Neuchâtelu. Guillemettiným manželem a spoluvládcem se stal Renaud Burgundský, za jehož vlády v roce 1283 byla Montbéliardu udělena charta práv a svobod, která platila až do francouzské revoluce. Renaud se také vzdal některých částí hrabství (Blamont a Châtelot) aby urovnal spor o následnictví s Theobaldem.  

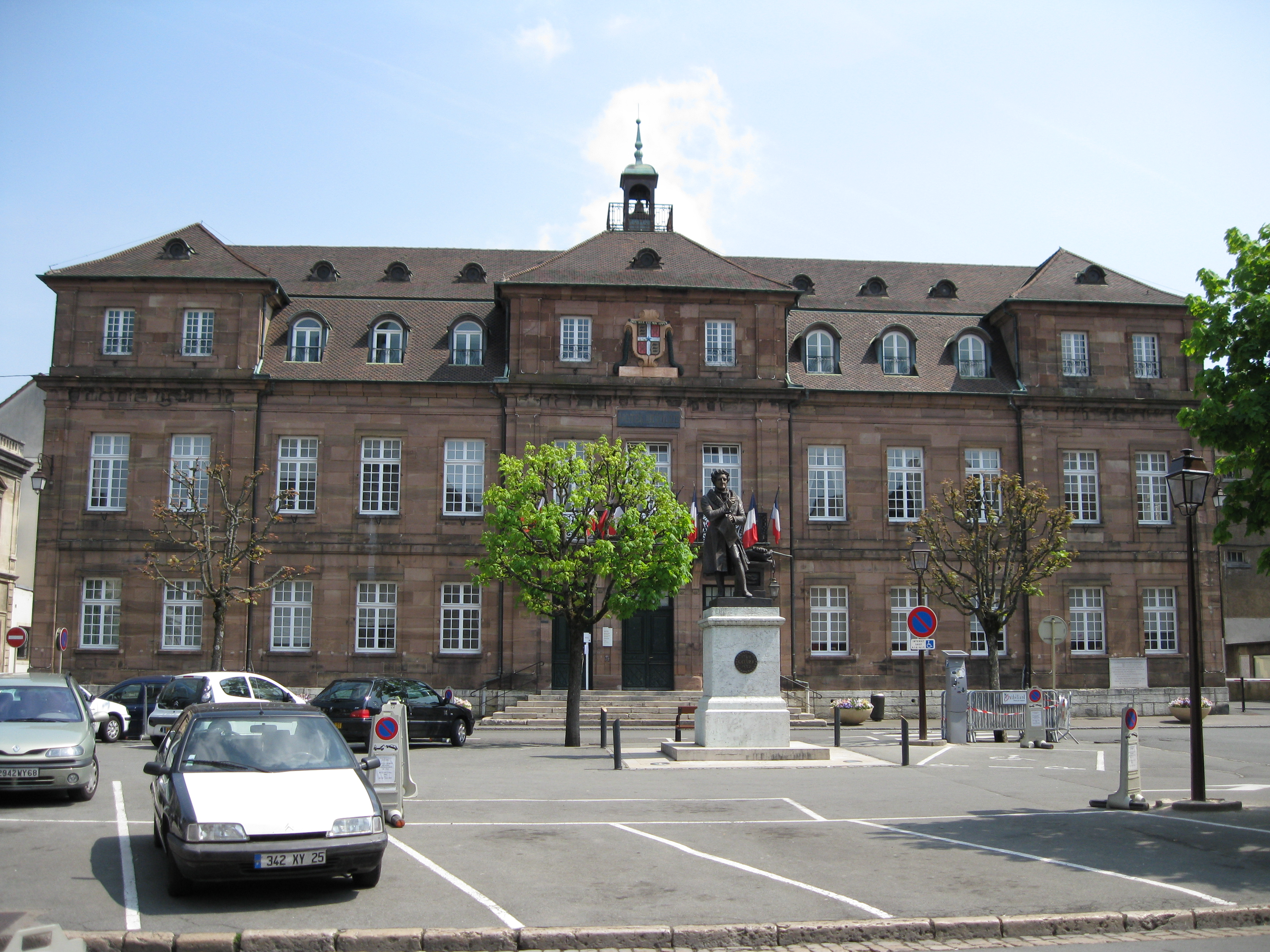
Montbéliardská radnice

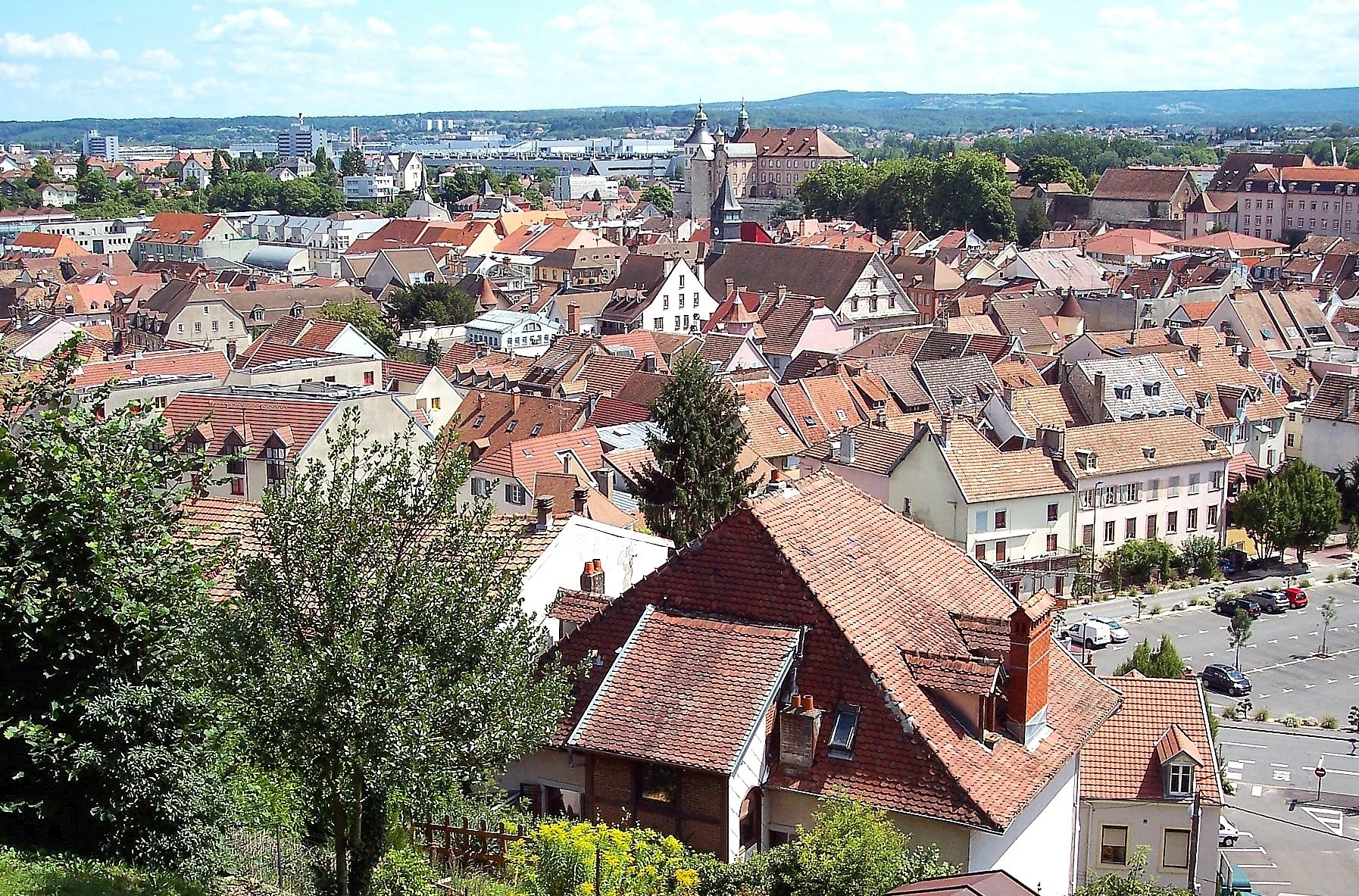
Pohled na město

Roku 1397 připadlo hrabství Henriettě d'Orbe, která se provdala za württemberského hraběte Eberharta IV., který se stal jejím spoluvládcem. Po její smrti připadlo (losem) hrabství staršímu synu hraběcího páru Ludvíkovi z Urachu. Mladší syn Ulrich byl Ludvíkem odškodněn 40 000 florinty. Dědictví dále obsahovalo panství  Granges-le-Bourg, Clerval, Passavant, Etobon, Porrentruy. Montbéliard se tak stal součástí württemberských držav, přičemž připadal mladším potomkům Henrietty a Eberharta. Roku 1597 bylo hrabství povýšeno na okněžněné hrabství. Za vlády protestantských panovníků se zde v průběhu 16. století prosadilo luteránství. V roce 1617 připadl Montbéliard Ludvíku Fridrichovi (mladší syn württemberského vévody Fridricha I.). Pod vládou jeho potomků zůstal až do roku 1723, kdy jeho legitimní mužská linie vymřela. Poté Montbéliardské knížectví připadlo zpět württemberským vévodům, kteří mu vládly odděleně od vlastního Württemberska až do Velké francouzské revoluce. Za vlády Karla Alexandra obsadila v roce 1793 Montbéliard revoluční Francie a připojila ho nejprve k departementu Haute-Saône, poté Mont-Terri a ještě později roku 1800 společně s celým Mont-Terri k Haut-Rhin. Syn Karla Alexandra Fridrich II. Evžen se nároku na Montbéliard vzdal v roce 1796 poté, co byl odškodněn územím na pravém břehu Rýna. Montbéliard byl v roce 1814 připojen k departementu Doubs. 
Württemberskou vládu připomíná první a čtvrté pole městského znaku s černým parožím ve zlatém poli.

## Vývoj počtu obyvatel
Počet obyvatel